# Ocneria
Genre
Ocneria est un genre de lépidoptères (papillons) de la famille des Erebidae, de la sous-famille des Lymantriinae et de la tribu des Lymantriini.

## Systématique et liste des espèces
Le genre Ocneria a été décrit par l'entomologiste allemand Jakob Hübner en 1819. Son espèce type est Bombyx rubea Denis & Schiffermüller, 1775.
Il est parfois subdivisé en deux sous-genres:
- Ocneria (Ocneria)
  - Ocneria (Ocneria) atlantica (Rambur, 1842)
  - Ocneria (Ocneria) bazae  Rietz & Witt, 2011
  - Ocneria (Ocneria) eos (Reisser, 1962)
  - Ocneria (Ocneria) lapidicola  (Herrich-Schäffer, 1852)
  - Ocneria (Ocneria) ledereri (Millière, 1869)
  - Ocneria (Ocneria) rubea (Denis & Schiffermüller, 1775) — espèce type pour le sous-genre
- Ocneria (Parocneria)
  - Ocneria (Parocneria) detrita (Esper, 1785) — espèce type pour le sous-genre
  - Ocneria (Parocneria) terebinthi (Freyer, 1838)

### Liste des espèces européennes
- Ocneria eos
- Ocneria ledereri
- Ocneria rubea